# Gran Sinagoga de Vilna
La Gran Sinagoga de Vilna  (en lituano: Vilniaus Didžioji sinagoga) una vez estuvo al final de la calle judía (I-2), en Vilna, Lituania, fue construida entre 1630 y 1633 después de que se le concedió el permiso a la comunidad para construir una sinagoga en piedra. Sobre el terreno estuvo antes una sinagoga construida en 1572, que a su vez antes fue utilizada para albergar una casa judía de oración en 1440.
Fue dañada en la Segunda Guerra Mundial y demolida entre los años 1955 y 1957.

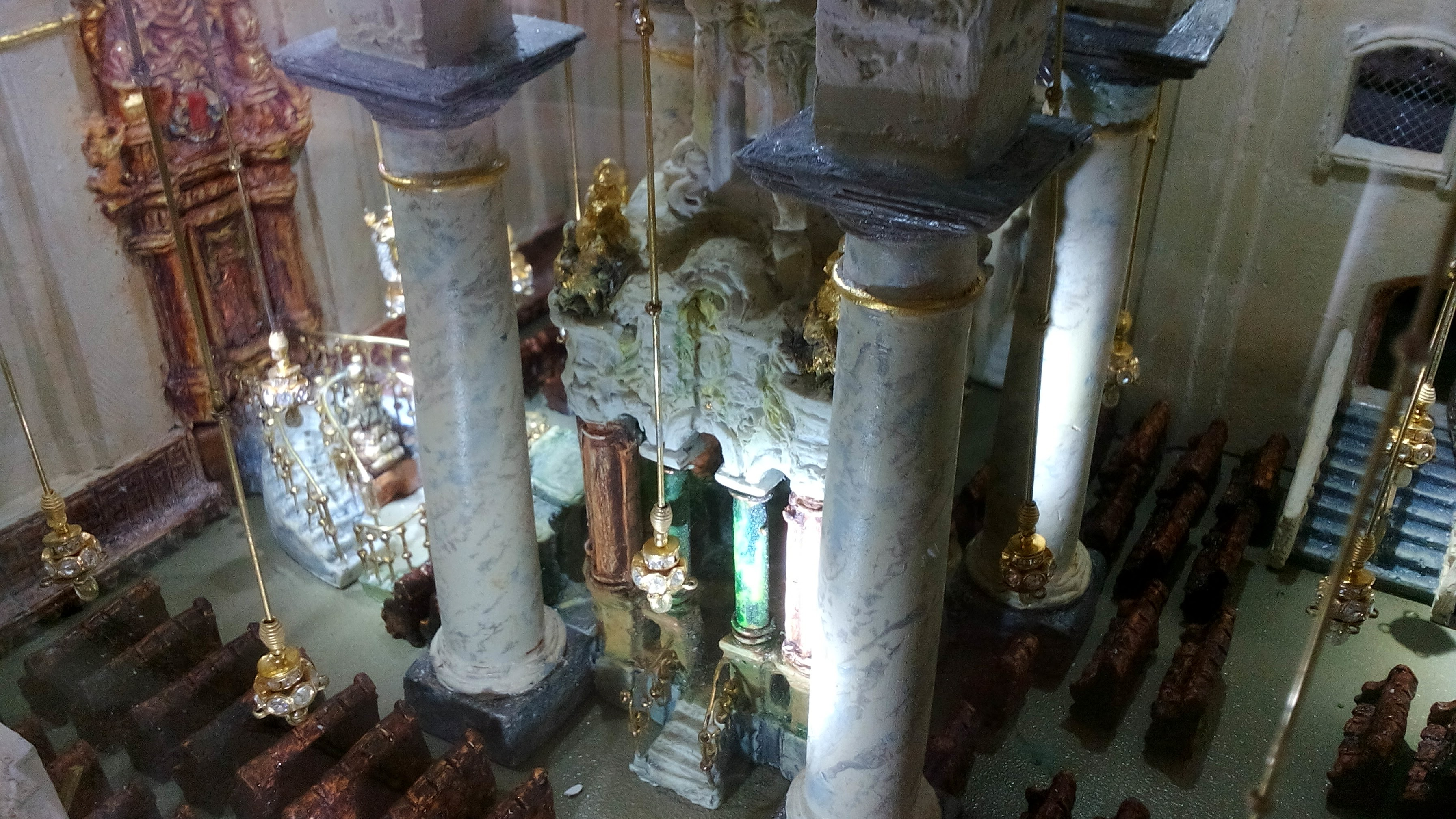
Model (interior) of the Great Synagogue of Vilna, 2018